# William Alexander Deer
William Alexander Deer (26 octobre 1910 - 8 février 2009) est un géologue britannique.

## Biographie
Deer est membre honoraire du St John's College et du Trinity Hall de Cambridge. Après avoir terminé son doctorat en 1937, Deer prend le poste de maître de conférences adjoint à l'Université de Manchester .
Dear est professeur de minéralogie et de pétrologie à l'Université de Cambridge à partir de 1961, maître du Trinity Hall de 1966 à 1975 et vice-chancelier de l'Université de Cambridge de 1971 à 1973.
Il est éditeur, avec Robert Andrew Howie et Jack Zussman, de l'ouvrage de référence Rock-Forming Minerals et de la version abrégée, An Introduction to the Rock-Forming Minerals. Le minéral deerite (IMA 1964-016) a été nommé en son honneur.
Deer épouse Margaret Marjorie Kidd, fille de l'ingénieur électricien William Kidd, en 1939 à l'église méthodiste St Paul, Didsbury .

## Ouvrages
- Deer et Wager, « Olivines from the Skaergaard Intrusion, Kangerdlugssuak, East Greenland », American Mineralogist, vol. 24,‎ 1939, p. 18–25 (lire en ligne)
- William Alexander Deer, Robert Andrew Howie et Jack Zussman, Rock-forming Minerals, Wiley, 1962 Note: 5 volumes
- William Alexander Deer, Howie, Robert Andrew et Zussman, Jack, An Introduction to the Rock-Forming Minerals, London, 2, 1992 (ISBN 0-582-30094-0)
- William Alexander Deer, Robert Andrew Howie et Jack Zussman, Rock-forming Minerals, Geological Society, 2009 Note: 11 volumes